# Codice di procedura penale tedesco
Il Codice di procedura penale tedesco (StPO) è il testo giuridico completo che contiene le disposizioni per lo svolgimento del procedimento penale in più ampio senso. Esso fa parte del diritto penale formale, mentre il diritto penale sostanziale è disciplinato principalmente dal codice penale e la prima versione è entrata in vigore il 1º ottobre 1879 nell'ambito degli atti giudiziari imperiali tedeschi.

## Contenuto e struttura
Come molte leggi tedesche, il codice di procedura penale (Strafprozessordnung) è strutturato (ma non esplicitamente) con una parte generale e una parte speciale disposte secondo lo svolgimento del procedimento. Le disposizioni speciali comprendono anche la vittima di un reato ("leso"), tipi speciali di procedimento (ordine di punizione, procedimento di sicurezza, procedimento accelerato, ecc.) e l'esecuzione delle sentenze, nonché il registro del procedimento penale, ossia l’iscrizione della notizia di reato.
Il codice di procedura penale vincola le autorità pubbliche nelle indagini sui reati ed è una legge federale.

## Campo di applicazione
Il campo di applicazione del codice di procedura penale si estende al territorio della Repubblica federale di Germania e quindi a tutti i 16 Stati federali. Oltre alla superficie terrestre, il campo di applicazione comprende tutte le acque proprie, il mare territoriale nella zona delle tre miglia e lo spazio aereo al di sopra del territorio nazionale. Ai sensi dell’art. 10, comma 1 StPO, il codice di procedura penale è applicabile anche al di fuori di queste aree se il reato è stato commesso su una nave o un aeromobile che ha il diritto di battere la bandiera tedesca.

## Leggi complementari
Il codice di procedura penale è accompagnato da disposizioni della Legge della Corte costituzionale (GVG), della Legge sui tribunali minorili (JGG) (per il Diritto penale minorile), della Legge sull'assistenza giudiziaria internazionale in materia penale (IRG), della Legge sui reati amministrativi (OWiG), dell’Ordinamento fiscale (AO) e, per alcuni atti procedurali, del Codice di procedura civile (ZPO). 
Particolarmente degne di nota sono le disposizioni amministrative (VwV) da applicare, in particolare le linee guida per i procedimenti penali e le sanzioni pecuniarie (RiStBV), l’ordinamento sull'esecuzione penale e la legge sull'esecuzione penale.

## Rapporto con i diritti di polizia
Il codice di procedura penale si applica solo alle misure repressive (azione penale). Alle misure preventive adottate dalla polizia si applicano le rispettive Leggi statali federali (Ordinamento sulla legge di polizia, legge di regolamentazione, prevenzione dei pericoli).
Inoltre, la Legge introduttiva al codice di procedura penale (EGStPO, e StPOEG) è stata promulgata per l'entrata in vigore.